# Vierraden

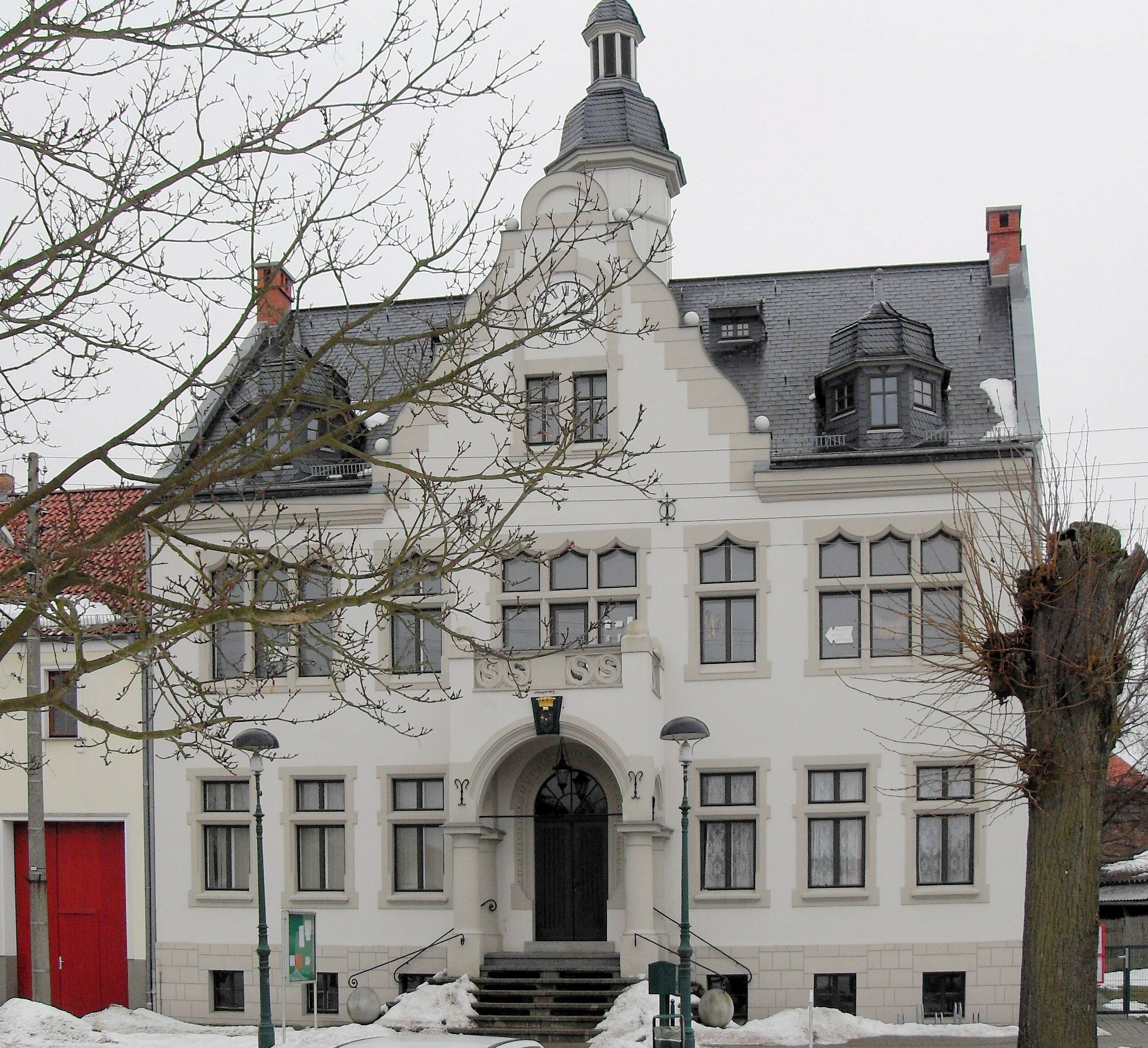
Vierradens tidigare rådhus.

Vierraden är en stadsdel i stadskommunen Schwedt/Oder i Landkreis Uckermark, Brandenburg, Tyskland, belägen omkring 3 kilometer norr om staden Schwedts centrum. Vierraden utgjorde före 2003 administrativt en egen stad men är sedan kommunsammanslagningen 2003 en stadsdel (Ortsteil).  Vierraden har omkring 1 000 invånare.

## Geografi
Den historiska stadskärnan är belägen vid floden Welse nära dess mynning i Oder.

## Historia
Orten uppstod omkring en kvarn med fyra hjul vid Welse, omnämnd som die Mühle der vier Räder 1265. Ortnamnet Vierraden syftar på denna kvarn. År 1284 slöts freden i Vierraden mellan markgrevskapet Brandenburg och hertigdömet Pommern i orten. Den medeltida borgen vid Welse omnämns första gången 1321. Vierraden fick stadsrättigheter år 1515. Den omgivande regionen i östra Uckermark har en lång tradition av tobaksodling, som introducerades av invandrade hugenotter, och i staden fanns på 1800-talet en tobaksfabrik. Staden Vierraden förstördes till stora delar av Röda armén under andra världskriget. 2003 uppgick staden i grannstaden Schwedt.

## Kultur och sevärdheter
Vierraden har ett tobaksmuseum, inrymt i den historiska tobaksfabriken som ursprungligen uppfördes 1875. Under 2000-talet har kyrkan som varit en ruin sedan 1945 delvis restaurerats. Bland andra byggnadsminnen i staden finns den medeltida borgruinen från början av 1300-talet, där Hungerturm ännu finns bevarat, och det tidigare rådhuset från 1800-talet.